# Seznam poštovních známek Československa
Poštovní známky Československa byly vydávány v letech 1918–1939 a znovu 1945–1992.
V letech 1921-22, 1924, 1927 a 1931 nebyly vydány žádné nové série, ale v některých těchto letech vyšly dodatečné hodnoty k již existujícím sériím. V té době nebyly data vydání oficiálně oznamována, takže jsou často pouze odhadována dle zjištěných dat použití.
V roce 1939 vyšly pouze známky platné na úzmí pouze Čech / Slovenska / Podkarpatské Ukrajině.
V období 1939–1945 platily na českém území známky  Protektorátu Čechy a Morava, na slovenském pak známky Slovenského štátu.
V roce 1945 platily známky postupně na osvobozovaných územích.
Po zániku Československa platily známky do 30. září 1993.

## Hlavní články
- Seznam poštovních známek Československa 1918–1939
- Seznam poštovních známek Československa 1945–1953

| Rakousko                   | Rakousko                   | Rakousko                   | Rakousko                   | Rakousko                   | Rakousko | Rakousko | Rakousko | 1918  | 1919  |
| 1920                       | 1921                       | 1922                       | 1923                       | 1924                       | 1925     | 1926     | 1927     | 1928  | 1929  |
| 1930                       | 1931                       | 1932                       | 1933                       | 1934                       | 1935     | 1936     | 1937     | 1938  | 1939  |
| Protektorát Čechy a Morava | Protektorát Čechy a Morava | Protektorát Čechy a Morava | Protektorát Čechy a Morava | Protektorát Čechy a Morava | 1945     | 1946     | 1947     | 1948  | 1949  |
| 1950                       | 1951                       | 1952                       | 1953                       | 1954                       | 1955     | 1956     | 1957     | 1958  | 1959  |
| 1960                       | 1961                       | 1962                       | 1963                       | 1964                       | 1965     | 1966     | 1967     | 1968  | 1969  |
| 1970                       | 1971                       | 1972                       | 1973                       | 1974                       | 1975     | 1976     | 1977     | 1978  | 1979  |
| 1980                       | 1981                       | 1982                       | 1983                       | 1984                       | 1985     | 1986     | 1987     | 1988  | 1989  |
| 1990                       | 1991                       | 1992                       | Česko                      | Česko                      | Česko    | Česko    | Česko    | Česko | Česko |